# Chiloglanis deckenii
Chiloglanis deckenii és una espècie de peix de la família dels mochòkids i de l'ordre dels siluriformes.
Els mascles poden assolir els 7 cm de llargària total.
Es troba a Àfrica: Kenya i Tanzània.